# Fernando Lamberg
Luis Fernando Lamberg Carcovich (Valparaíso, Chile, 7 de junio de 1928 - Caracas, Venezuela, 20 de febrero de 2011) fue profesor y escritor de amplia trayectoria tanto en Chile como en Venezuela; cuenta con una vasta producción literaria en los géneros de poesía, cuento, fábulas, teatro, novela y ensayo. 

## Biografía
En 1952 Fernando Lamberg obtiene su primer éxito literario al ganar una mención honorífica con su primera obra de teatro, El que construyó su infierno. Su primer libro de poesía aparecería dos años más tarde, y en 1955-56 estuvo en los orígenes del Grupo Fuego de Poesía. Paralelamente a su vida de escritor, transcurría su labor pedagógica: en Chile fue jefe el departamento de castellano del Instituto Nacional, jefe de las cátedras de técnica de la expresión y de literatura española en el Instituto Pedagógico; además de catedrático de literatura hispanoamericana y candidato a Rector en la Universidad Técnica del Estado, hoy Universidad Santiago de Chile. 
Miembro del Partido Comunista de Chile —compañero de célula de Pablo Neruda— ocupó cargos dirigentes en numerosas instituciones culturales chilenas. Así, fue directivo del Club de Autores Teatrales de Santiago, (1952); vicedirector (1953) y director (1954) del Centro de Arte y Cultura del Magisterio de Puerto Montt, director del Centro Cultural Melipulli de Puerto Montt, (1954); director suplente (1956), prosecretario (1957), tesorero (1957) y director (1958) del Sindicato de Escritores (SIDE), Santiago; vicepresidente del Grupo Fuego de la Poesía, Santiago, (1965); y director general (1964-1967 y 1970) de la Sociedad de Escritores de Chile (SECH); durante más de 10 años sostuvo su afamado programa radial en Chile Los Libros Hablan, fue colaborador y articulista de la revista chilena internacional Araucaria de Chile.
| Período   | Presidente        | Director general |
| --------- | ----------------- | ---------------- |
| 1964-1965 | Guillermo Atías   | Fernando Lamberg |
| 1966-1967 | Francisco Coloane | Fernando Lamberg |
| 1970-1971 | Luis Merino Reyes | Fernando Lamberg |

En 1976 se radica en Venezuela como exiliado político a raíz del golpe de Estado del 11 de septiembre de 1973 dado por Augusto Pinochet en contra el gobierno socialista de Salvador Allende. Miembro activo desde 1978 de la Asociación de Escritores de Venezuela, fue profesor de la Escuela de Letras y de la Escuela de Comunicación Social de la Universidad Católica Andrés Bello en Caracas y del Instituto Superior Universitario de Mercadotecnia. Venezuela condecoró a Lamberg con varias órdenes Andrés Bello por su dilatada trayectoria docente de más de 30 años en Venezuela, que se sumaron a sus casi 30 años de docencia en Chile. Como exiliado continuó Su militancia política en el Partido Comunista de Chile (PCCh), al obtener la nacionalidad venezolana siguió su militancia en la Célula "Fabricio Ojeda" del Partido Comunista de Venezuela (PCV).
La obra de Lamberg fue distinguida con varios premios importantes, entre ellos el de Casa de las Américas, por lo que le correspondía se jurado al año siguiente de haberlo ganado, es decir, en 1974; sin embargo, debido al golpe de Estado citado no pudo serlo. Ese sueño suyo de ser jurado en La Habana no pudo verlo realizado a pesar de los esfuerzos que hizo para ello, ya que las solicitudes realizadas al respecto quedaron sin respuesta.
Lamberg tuvo tres hijos con su esposa Berta. Falleció en su residencia caraqueña en Ruiz Pineda, Parroquia de Caricuao al mediodía del domingo 20 de febrero de 2011 de un cáncer de próstata que se le había declarado 7 años antes.

### Algunos comentarios de la crítica literaria a su obra
En una entrevista que ofreció el cubano Juan Nicolás Padrón al poeta Alejandro Lavquén, nos dice: "la obra de Fernando Lamberg -una acertada crítica a la oligarquía-. No basta con leer, hay que indagar, hay que escarbar en poesía para calar en el silencio que castiga versos latinoamericanos. Hay que indagar largo tiempo antes de redescubrir poetas como Fernando Lamberg".
Monseñor Fidel Araneda Bravo (1906-1992) nos dejó, como crítico literario, esta visión de la labor del poeta, "La poesía de Lamberg es clara, con notas de alegría y tristeza; pero siempre sincera y profunda, porque surge limpia de un corazón sin doblez".
"En la poesía de Fernando Lamberg la palabra adquiere su función principal; lo social. Los poemas se liberan de lo telúrico o del solitarismo para convertirse en celebración y canto del hombre que puede transformar su realidad y la de otros. Sin embargo este cambio no es fortuito, nada se puede obtener si no se reconoce el enemigo, el motivo de la lucha y el futuro que deseamos. El poeta nos lo recuerda con este libro que rinde homenaje a sucesos recientes y lejanos (Los relámpagos rojos de la Revolución), nos da una lectura emotiva de Chile, España, Japón y otros países. Nos trae a la memoria los eventos del Caracazo en Venezuela. Denuncia los ataques sistemáticos con que la banalidad y el entretenimiento buscan alienar a las nuevas generaciones. Más que un libro póstumo es un testamento de vida polìtica en constante pulsión contra el discurso de derecha que tanto dolor llevó a su Chile natal. El lector encontrará en su poesía el carácter de un hombre comprometido con su tiempo para ser ejemplo de que la lucha no termina con la muerte." Elis Labrador, mayo de 2011, Fundación Editorial EL perro y la rana.

## Premios y distinciones
- Premio de Teatro Experimental de la Universidad de Chile 1952: Mención honorífica por El que construyó su infierno
- Premio Municipal de Poesía 1966, Santiago, Chile
- Premio Casa de las Américas 1973 de Poesía por Señoras y señores
- Premio Municipal de Teatro Fundarte 2000, Venezuela
- Orden de Andrés Bello, Venezuela (en varias ocasiones)

## Obra

### Poesía
- Naturaleza artificial. Santiago, Chile, Ediciones Sucos, 1954.
- Testimonio (1947-1948). Santiago, Chile, Ediciones Surcos, 1954.
- El universo engañoso. Santiago, Chile, Ediciones Alerce, 1964.
- Poemas australes. Santiago, Ediciones del Litoral, 1965.
- Estrofas del jardín. Santiago, Chile, Ediciones SIDE, 1966.
- La innumerable humanidad. Santiago, Chile, Ediciones SIDE, 1968.
- Señoras y señores. Cuba, La habana, 1973. (Premio Casa de las Américas)
- Espera y Giros. Abril del 2005.
- Versos Teatrales. Caracas, Venezuela: Editorial el Perro y la Rana, diciembre de 2006.
- Los relámpagos rojos de la Revolución. Caracas, Venezuela: Editorial el Perro y la Rana, mayo de 2011.

### Novela
- Hasta siempre, Valparaíso. Caracas, Venezuela: Ediciones Surcos, 1986.

### Teatro
- El que construyó su infierno, 1952, mención honorífica del Premio de Teatro Experimental de la Universidad de Chile.
- El Juicio, 1952.
- El candidato, 1957.
- El periodista, 1957.
- Psicología aplicada, 1957.
- Una antigua belleza, 1957.
- Una madeja para trepar, 1959.
- Noche maestra, 1962.
- Nacida en Cautiverio; Nacida en Libertad, 1996.
- El Escondite, 2000.

### Ensayo
- La obra poética de Pablo de Rokha. Memoria de grado. Santiago, Chile, Ediciones Zig Zag, 1952.
- La dramaturgia Chilena Actual. Revista Literaria de la SECH, año IV N# 8, septiembre, 1960.
- Vida y obra de Pablo de Rokha. Santiago, Chile, Ediciones Zig Zag, 1966.